# Вулиця Білогорща
Вулиця Білого́рща — вулиця у Залізничному районі міста Львова, місцевість Білогорща. Сполучає вулиці Роксоляни та Лаврівського. Прилучаються вулиці Гайовської, Стадників та Іванюти. 

## Історія та забудова
Вулиця утворилася в межах колишнього передміського села Білогорща та була його центральною вулицею тривалий час. До початку XX століття село перебувало у власності ґміни міста Львова. На східній частині земель громади села у XIX столітті було утворено поселення Левандівка, яке 11 квітня 1930 року було включене до меж Львова. Після закінчення другої світової війни вже село Білогорща підпорядковується спочатку Брюховицькому, згодом — в Івано-Франківському, а ще через певний час — до Яворівського району. Остаточно село включене до складу Львова у 1978 році та виділено в окрему вулицю. Від 1984 року — вулиця Новоповітряна, через те, що була продовженням вулиці Повітряної). Сучасна назва — вулиця Білогорща, від 1992 року.
Забудова вулиці: одноповерховий конструктивізм 1930—1960-х років, одноповерхова садибна забудова, нові індивідуальні забудови.

### Будівлі
№ 21 — колишній римо-католицький костел збудований у 1910—1919 роках у стилі «провінційної неоготики» з високою шпилястою вежею над входом. Освячений у 1919 році на честь святого Антонія, а 1937 року він став парафіяльним храмом Білогорщі. По закінченню другої світової війни більшість римокатоликів виїхала до Польщі, натомість до села прибули переселенці із Закерзоння. Костел закрили і лише у 1990-х роках проведено ґрунтовну реконструкцію храму, добудовано бані та передано святиню православній громаді Білогорщі. Тоді ж церкву було освячено на честь Різдва Пресвятої Богородиці. Нині церква Різдва Пресвятої Богородиці належить ПЦУ.
№ 23 — одноповерховий будинок садибного типу. Нині міститься міський народний дім «Білогорща».
№ 65 — храм Непорочного Зачаття Пресвятої Богородиці (УГКЦ), збудований за проєктом архітектора Олександра Яреми у 2000-х роках біля каплиці, в якій від 1990-х років й до часу побудови храму відбувалися Літургії греко-католицької громади Білогорщі. 24 серпня 2016 року Високопреосвященний владика Ігор, Архиєпископ і Митрополит Львівський освятив храм. Адміністратор храму о. Зеновій Боднар.
№ 76а — меморіальний музей Романа Шухевича, відкритий 23 жовтня 2001 року у колишній садибі Ганни Конюшек, де 5 березня 1950 року загинув генерал-хорунжий, головнокомандувач УПА Роман Шухевич при викритті криївки підрозділами МДБ. На будинку встановлено меморіальну таблицю, а навпроти нього встановлено погруддя Романові Шухевичу , яке 5 березня 2009 року було урочисто відкрите (автори — скульптор Ярослав Скакун, архітектор Володимир Сачко). 1 січня 2024 року будівлю музею та частину експонатів було знищено внаслідок ракетного удару по Львівщині, завданого Збройними силами Росії.

## Світлини

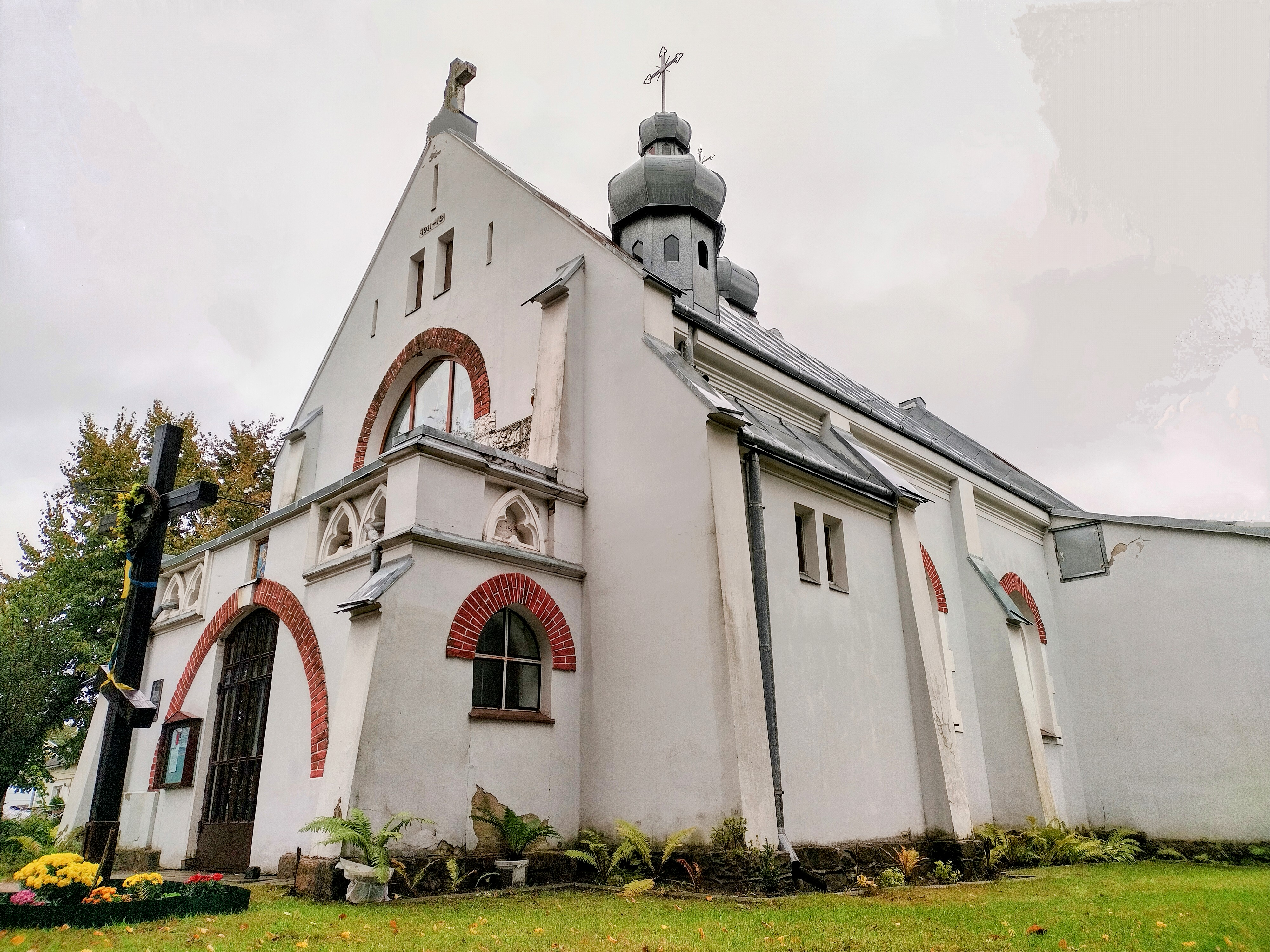
Церква Різдва Пресвятої Богородиці
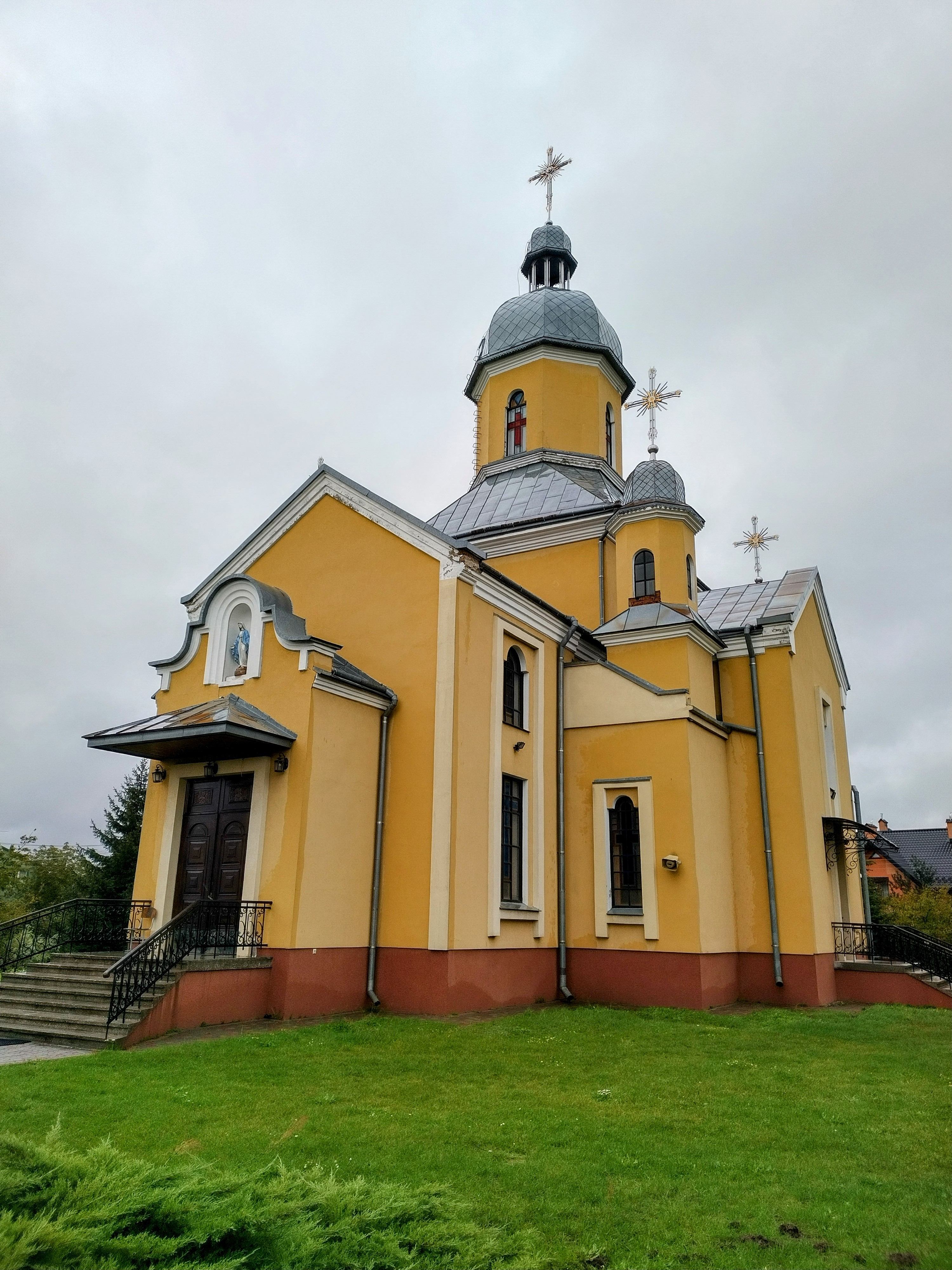
Церква Непорочного Зачаття Пресвятої Богородиці
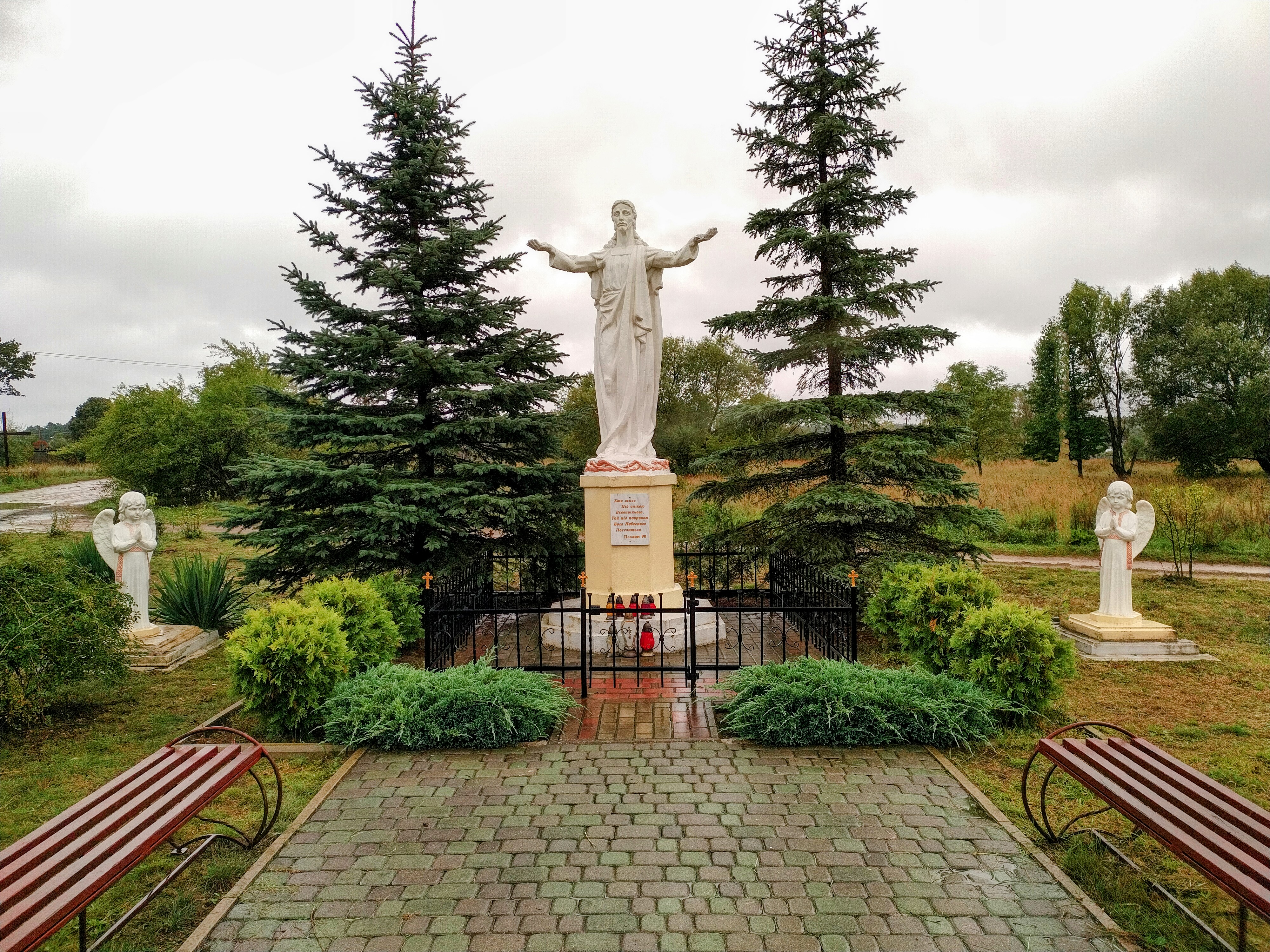
Скульптура Ісусу Христу